# Anders Bodin Fastigheter

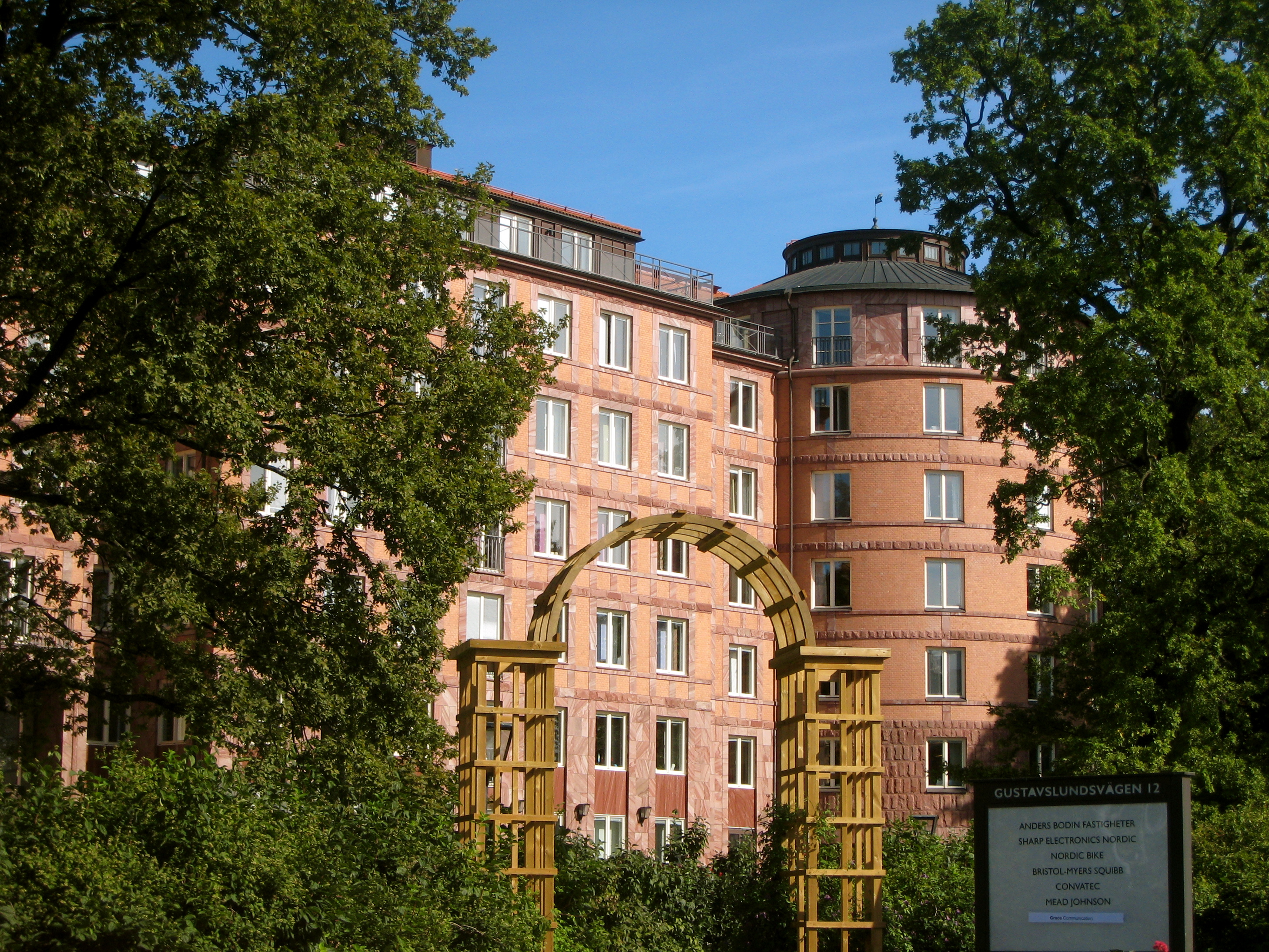
Företags huvudkontor vid Alviks torg

Anders Bodin Fastigheter AB är ett privatägt fastighetsbolag som äger och förvaltar bostäder och kommersiella fastigheter i centrala Stockholm och Alvik. Företaget förvaltar 700 bostäder och cirka 68 000 kvadratmeter kommersiella lokaler. Bland företagets större fastigheter finns bostadskvarteren vid Tranebergs strand som uppfördes i början av 1990-talet.

## Företaget
Företaget omsatte 401 miljoner kronor 2023 och hade tillgångar på 4,15 miljarder kronor. Företaget kontrolleras av Anders Bodin som också är bolagets ordförande.

## Historia
Företagets historia började i mitten av 1930-talet när Ragnar G Bodin, Anders Bodins far, sökte sig till Stockholm från Ådalen undan 1930-talets arbetslöshet, och började arbeta som marmorläggare. Han grundade senare Byggnadsfirman Ragnar G Bodin som under 1950-talet hade en årsarbetsstyrka på ett 50-tal personer. Den egna byggnadsverksamheten avvecklades på 1970-talet och företaget koncentrerade sig på projektering, uppförande och förvaltning av egna fastigheter.

## Exploateringen av Alvik och Tranebergs strand
August Bodin fastigheter genomförde under 1990-talet en omfattande exploatering vid Alvik i Stockholm. Den första etappen bestod av ett nytt bostadsområde som fick namnet Tranebergs strand, området byggdes vid vattnet mellan Alviks strand och Tranebergsbron. Under den andra halvan av 90-talet skapades ett nytt torg och kommersiellt centrum, Alviks torg, där företaget uppförde två stora handels- och kontorsfastigheter. Byggnaderna kring Alviks torg fick en likartad utformning med fasader i Älvdalskvartsit. Samtliga byggnader ritades av Sune Malmquist, som ofta har samarbetat med Bodin, och Hervor von Arndt.

### Alvikstorg

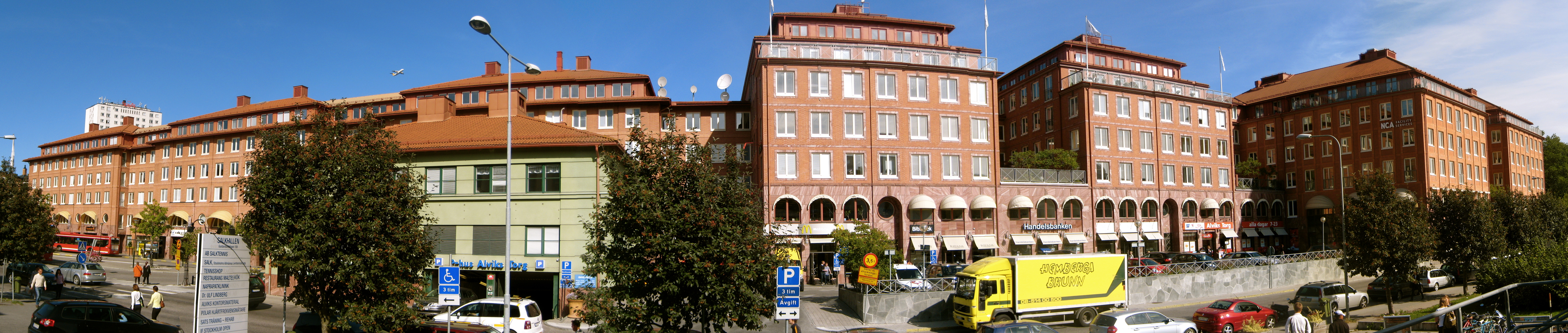
Panorama över Alviks torg september 2009

## Övriga fastigheter
Bolagets övriga fastighetsbestånd är koncentrerat till centrala Stockholm och innehåller en blandning av äldre fastigheter som varit i företaget ägo under lång tid och nya projekt. Bolaget byggde under 2008 kvarteret Loka brunn på Sabbatsbergsområdet i Vasastan, kvarteret är det yttersta av de nya bostadskvarter som uppförts på det gamla sjukhusområdet och vetter mot Dalagatan. I kvarteret finns 153 bostadslägenheter fördelade på 10 trappuppgångar.
Sedan början av 2000-talet äger också företaget fastigheterna Skravelberget 7-9, som utgör den östra sidan av Norrmalmstorg. Under perioden 2008-2010 kommer husen att byggas om till hotell i samarbete med Nobis. Hotellet kommer att bli Stockholms andra femstjärniga hotell, efter Grand Hôtel. Kostnaden för projektet beräknas till 250 miljoner kronor, av de kommer Bodins att skjuta till 200 miljoner medan Nobis står för resten.
Andra betydande fastigheter är Skutan 10, en kontorsfastighet på Alströmergatan på Kungsholmen i Stockholm ritad av Knut Nordenskjöld. Sedan 2018 äger bolaget även Tändstickspalatset (arkitekt Ivar Tengbom) på Västra Trädgårdsgatan 15. 

### Bilder

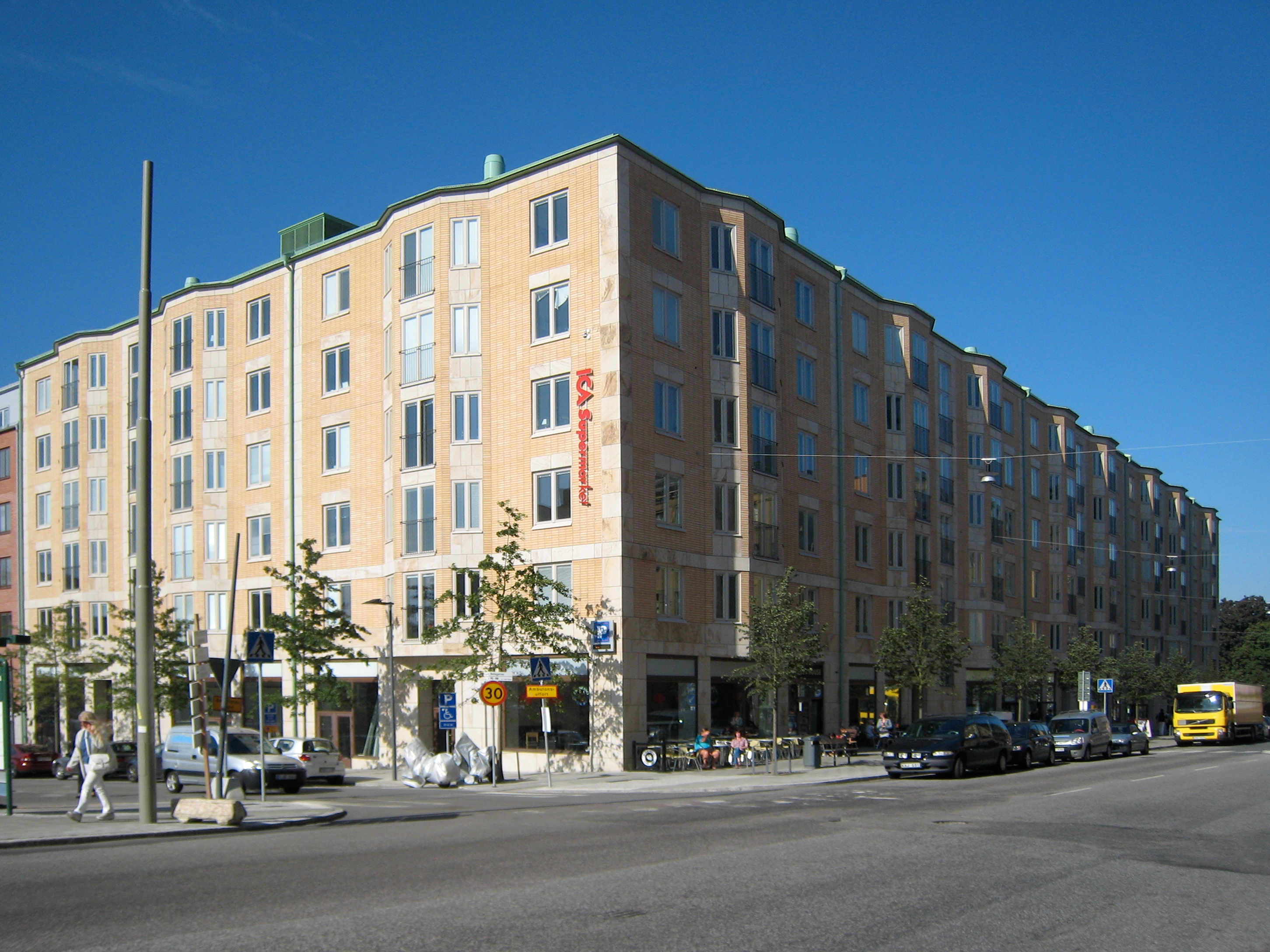
Kvarteret Loka brunn 1
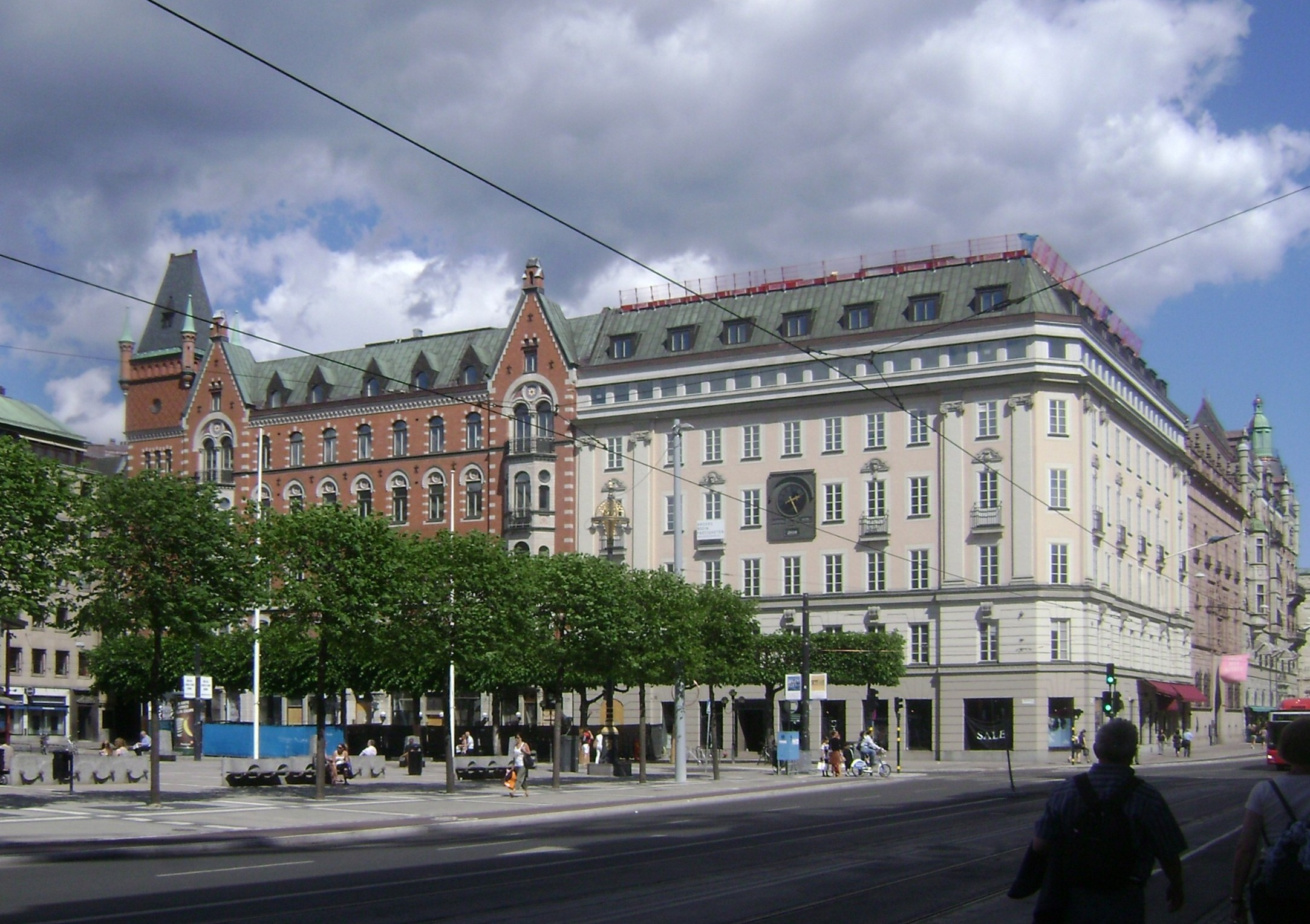
Skravelberget mindre 9, hus 1 och 2
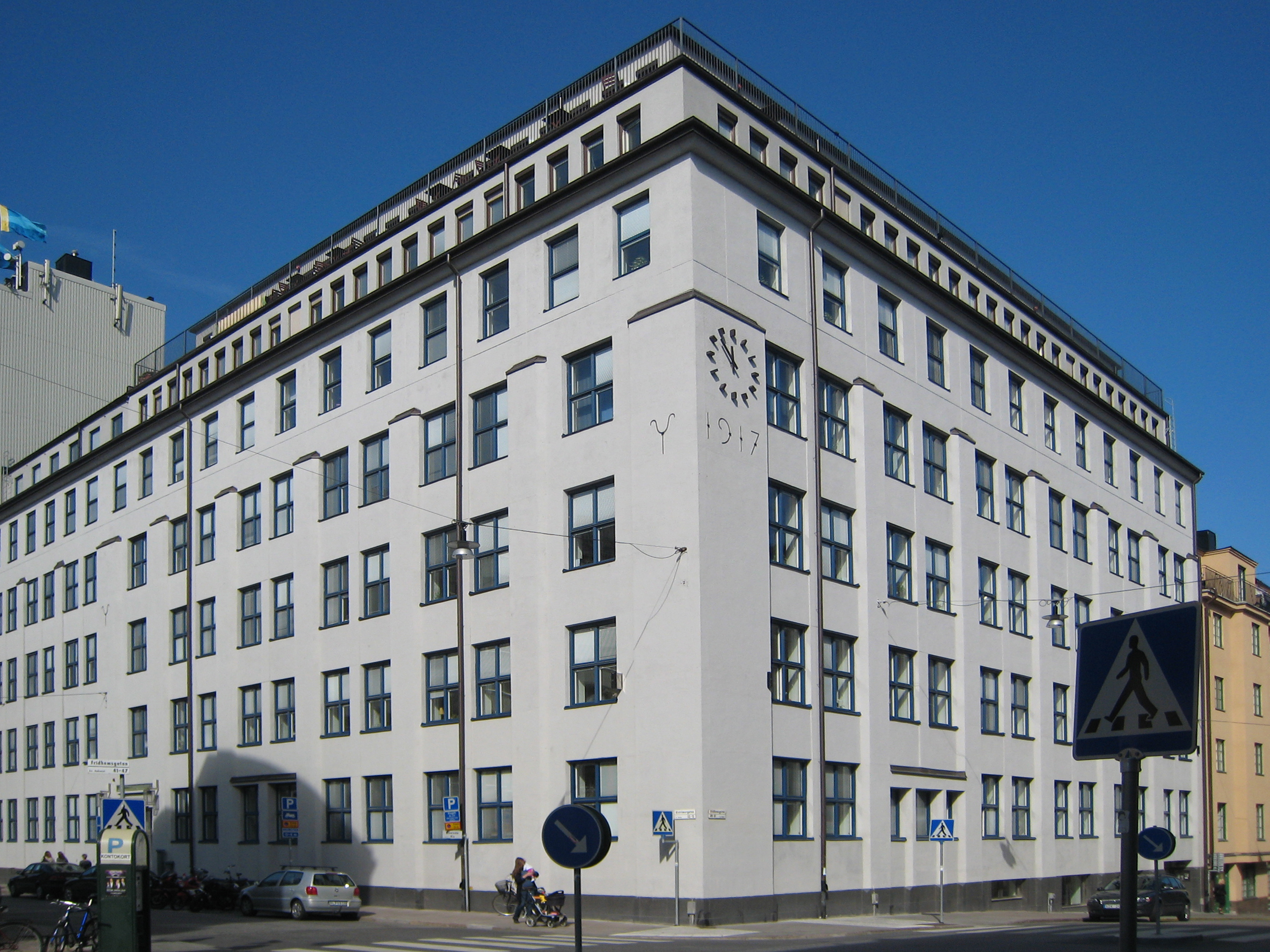
Skutan 10
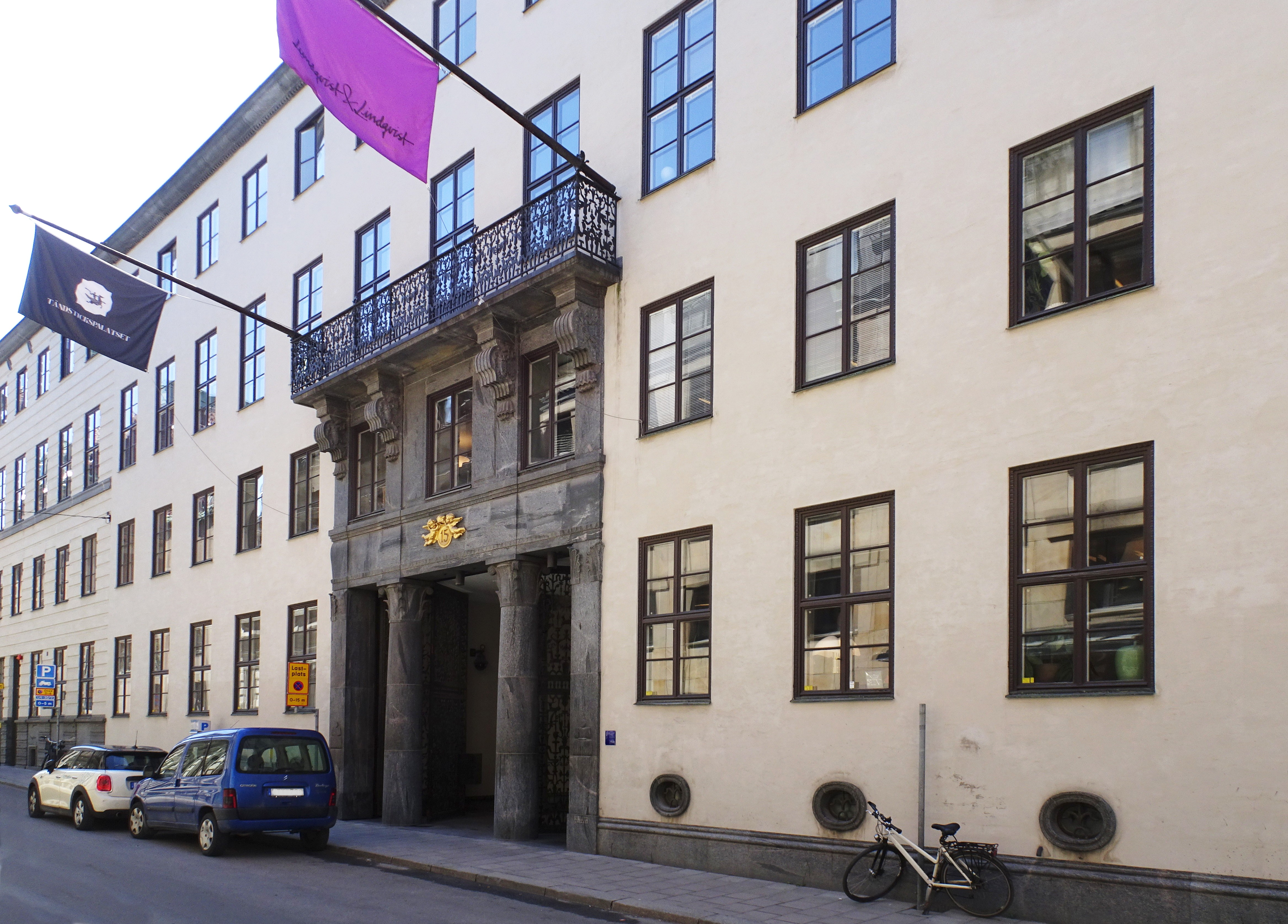
Tändstickspalatset